# Дата Танемун
Дата Танемун (яп. 伊達稙宗; 1488 - 16 липня 1565) - японський самурай і дайме періоду Сенгоку.

## Біографія
У 1536 році він склав сімейний кодекс Дзинькаїшу. Незабаром після цього він втручається у внутрішній конфлікт Сім'ї Осаки і ставить її під свою чашу, віддавши свого другого сина в спадкоємці. У 1542 році Танемун оголосив про свій намір усиновити свого третього сина, Санемото, кланом Уєсугі, проти чого виступив його старший син і спадкоємець Харумун. Ворожнеча посилюється, поки не призводить до розколу, а потім до конфлікту, в якому до батька або сина приєднуються васали і сусідні клани. Незважаючи на те, що Танемун отримує первинну перевагу, Харумун допомагає кланам Сома і Ашіна переломити ситуацію, і в 1548 році вимагає зречення від Терумун.